# Пилипчук, Иван Романович
Ива́н Рома́нович Пилипчу́к (род. 21 мая 1991) — российский и украинский футболист, выступавший на позиции полузащитника; тренер. Сын Романа Пилипчука.
Воспитанник ДЮСШ «Шахтёр» Снежное.
Играл за «Макеевуголь» Макеевка в любительском чемпионате Украины (2011) и второй лиге (2011/12). В сезоне-2012/13 провёл 1 матч в первой лиге Украины за «Олимпик» Донецк, в сезоне-2014 — 1 матч в высшей лиге Латвии за «Спартак» Юрмала. В 2016 году играл за команду «Снежное» в чемпионате ДНР, в 2018 году — за российскую любительскую команду «Маяк» Волгодонск.
В 2019—2021 годах входил в возглавляемые отцом тренерские штабы минского «Динамо», московского «Спартака-2» и клуба «Олимп-Долгопрудный».